# Barış Ermiş
Barış Ermiş (Estambul; 3 de enero de 1985) es un  exjugador de baloncesto turco. Con 1.93 de estatura, su puesto natural en la cancha era el de escolta.
El 27 de agosto de 2021 anunció su retirada del baloncesto profesional.

## Trayectoria
- Beşiktaş (2003-2004)
- Efes Pilsen (2004-2006)
- Türk Telekom (2006-2007)
- Karşıyaka Basket (2007-2008)
- Türk Telekom (2008-2009)
- Bandırma Banvit (2009-2012)
- Fenerbahçe Ülkerspor (2012-2014)
- Türk Telekom B.K. (2014-2015)
- Tofaş Spor Kulübü (2015-2020)
- Galatasaray Doğa Sigorta (2020-2021)